# Technothriller
Een technothriller is een hybride literair genre en bestaat over het algemeen uit een combinatie van een (spionage)thriller, een oorlogsroman en politieke verhaallijnen, met inbegrip van een onevenredige hoeveelheid (in vergelijking tot andere literaire genres) technische details inzake de inhoud.
Enkel sciencefiction neigt naar een vergelijkbare hoeveelheid aan technische details ter ondersteuning van het verhaal. De gedetailleerde beschrijving van de werking van technologie en mechanica van diverse disciplines (onder meer spionage, vechtkunsten, politiek) worden grondig onderzocht en de plot zet vaak de details van dat onderzoek.

## Bekende auteurs van het genre
- Craig Thomas
- Robert Ludlum
- Ian Fleming
- Michael Crichton
- Tom Clancy
- John le Carré
- Frederick Forsyth
- Dan Brown